# 細紋頜鬚鮈
细纹颌须鮈（学名：Gnathopogon taeniellus）为輻鰭魚綱鯉形目鲤科颌须鮈属的鱼类。在中国，分布于福建省闽江及浙江省各水系等。该物种的模式产地在福建。體長可達10公分。

## 扩展阅读
維基物種上的相關：细纹颌须鮈